# Comadres
Comadres, abréviation de Comite de Madres, en Comité de mères) , en français : Comité de mères, est le comité des mères et des proches des prisonniers, des disparus et des assassinés politiques du Salvador. Il a été créé en décembre 1977, avec l'aide de l'archidiocèse catholique de San Salvador et celle de l'archevêque Óscar Romero, qui va inciter les futurs membres à cesser les luttes éparses et à se réunir,, pour découvrir la vérité pour les familles des disparus. 
Parmi leurs activités figurent la distribution de tracts pour faire passer le message et l'occupation de bureaux gouvernementaux pour obtenir l'aide de pays étrangers afin de faire pression sur le gouvernement salvadorien. Comadres s'emploie aussi à l'éducation aux droits de l'homme, à aider économiquement les femmes ayant perdu un proche mais aussi à obtenir une compensation financière du gouvernement.
En 1993, le comité compte environ 550 membres. María Teresa Tula (en) est une dirigeante de cette organisation .
Les bureaux du comité ont fait l'objet de descentes policières de la part du gouvernement et les membres auraient été victimes de viols systématiques afin de détruire l'organisation. Au total, environ 48 membres ont été enlevés par des escadrons de la mort et ont été soumis à la torture et au viol. Cinq d'entre eux ont été assassinés.
En 1984, Comadres reçoit le premier Prix Robert F. Kennedy des droits de l'homme, pour « s'être battu pour obtenir l'amnistie des prisonniers politiques, des informations sur le lieu où se trouvaient les soldats disparus et la sanction des responsables d'assassinats politiques ».
En 1986, Bono du groupe de rock U2 rend hommage à leur cause, mais aussi à un groupe similaire au Nicaragua, en écrivant la chanson Mothers of the Disappeared, qui sort en 1987 sur l'album The Joshua Tree.